# Adriana Delgado Herreros
Adriana Delgado y Herreros (El Pont de Vilomara, provincia de Barcelona, Cataluña, 1978) es una política y periodista española.

## Biografía
Adriana Delgado nació en el año 1978 en la localidad catalana de El Pont de Vilomara, que está situada en la provincia de Barcelona.
Se licenció en periodismo por la Universidad Autónoma de Barcelona (UAB). Desde que terminó sus estudios universitarios, ha trabajado en diversos medios de comunicación, entre los que destacan Regió7, Avui, La Vanguardia y COM Ràdio.
Desde el 2011 hasta día de hoy, es Concejala y alcaldesa de San Vicente de Castellet.
Al mismo tiempo desde 2011 hasta el 2013, ha sido Presidenta del Consejo Comarcal de Bages y de la Asociación de Periodistas de Cataluña Central.
El día 24 de febrero de 2016 fue elegida como diputada al Parlamento de Cataluña por la circunscripción electoral de Barcelona, en sustitución de Muriel Casals que falleció unos días antes.
Tras las Elecciones al Parlamento de Cataluña de 2017 fue reelegida como diputada por Esquerra Republicana de Catalunya-Catalunya Sí (ERC-CAT SÍ).
El día 6 de junio de 2018 fue nombrada como Secretaria Cuarta de la Mesa del Parlamento de Cataluña, en sucesión de Alba Vergés.